# سفارت اندونزی در آدیس آبابا
سفارت اندونزی در آدیس آبابا (به لاتین: Embassy of Indonesia) یک منطقهٔ مسکونی و نمایندگی سیاسی این کشور در اتیوپی است که در آدیس آبابا واقع شده‌است.